# Arquímedes Herrera
Pour les articles homonymes, voir Herrera.
Arquímedes Herrera, né le 8 août 1935 à Bobures (es) et mort le 30 mai 2013 à Maracaibo,, est un athlète vénézuélien, spécialiste des épreuves de sprint. 
Il remporte quatre titres lors des championnats d'Amérique du Sud, sur 100 m et 4 × 100 mètres en 1961, et sur 100 m et 200 m en 1963. Il s'adjuge par ailleurs deux médailles lors des Jeux d'Amérique centrale et des Caraïbes de 1962, et trois médailles lors des Jeux panaméricains de 1963. 
Il participe aux Jeux olympiques de 1964 à Tokyo. Éliminé en demi-finales du 100 m et du 200 m, il termine sixième de la finale du relais 4 × 100 mètres.